# Rolls-Royce Ghost
O Rolls-Royce Ghost é um carro de luxo fabricado pela Rolls-Royce Motor Cars. O nome "Ghost", em homenagem ao Silver Ghost, carro produzido pela primeira vez em 1906, foi anunciado em abril de 2009 no Salão do Automóvel de Xangai. O modelo de produção foi oficialmente apresentado no Salão do Automóvel de Frankfurt de 2009. O Ghost Extended Wheelbase foi lançado em 2011. Durante o desenvolvimento, o Ghost era conhecido como "RR04". Ele foi projetado como um carro menor, "mais comedido e mais realista" do que o Phantom VII, visando uma categoria de preço mais baixa para os modelos Rolls-Royce.
De acordo com um comunicado da BMW AG, esta geração de automóveis, com motor de combustão interna, será produzida até 2030, quando a empresa pretende fabricar apenas modelos elétricos.

## Primeira geração
O nome oficial do Rolls-Royce Ghost foi anunciado originalmente em abril de 2009, o veículo foi oficialmente revelado no Salão do Automóvel de Frankfurt de 2009 e começou a ser vendido em setembro de 2009. As entregas no Reino Unido e na Europa começaram no final de 2009, enquanto em outros mercados (incluindo os EUA e a região da Ásia-Pacífico) as entregas começaram a partir do segundo trimestre de 2010. O Ghost Extended Wheelbase foi revelado em 2011.

## Segunda geração
A segunda geração do Ghost foi vista em testes pela primeira vez em 24 de janeiro de 2019, com uma atualização há muito aguardada. O modelo foi totalmente revelado em 1º de setembro de 2020. Ao contrário da primeira geração, este carro compartilha a mesma plataforma do Phantom de oitava geração e do SUV Cullinan.
A versão mais recente do Ghost apresenta tração integral, direção integral, uma suspensão denominada "Planar" e uma nova grade iluminada. A suspensão "Planar" incorpora amortecedores e massa adicionais projetados para lidar com vibrações de alta frequência. A grade iluminada, a primeira de seu tipo a aparecer em um Rolls-Royce, apresenta raios iluminados por luzes alojadas na parte triangular superior da grade de formato tradicional.
Ao contrário de seu antecessor, o Ghost de segunda geração apresenta o revestimento interno "Starlight" da Rolls-Royce, que anteriormente era limitado apenas aos carros Phantom a partir da edição especial do Rolls-Royce Phantom (sétima geração), o Phantom Celestial. O interior também é considerado mais detalhado do que o de seu antecessor.